# 常陸利根川橋
常陸利根川橋（ひたちとねがわばし）は、茨城県潮来市潮来にある東関東自動車道の常陸利根川にかかる橋である。
橋長330.4メートル、幅員11.65メートル×2、最大支間長73.5メートルのプレストレスト・コンクリート橋である。

## 歴史
- 1987年11月20日 - 佐原香取IC〜潮来IC開通とともに供用開始。

## 隣
E51 東関東自動車道
(12)佐原香取IC - 佐原PA - 利根川橋 - 常陸利根川橋  - (13)潮来IC

## その他
- 利根川橋と同様に高速道路橋であるが、橋の上流側の側面に自転車歩行者道が設置されている。